# ダニエルウィルデンシュタイン賞
ダニエルウィルデンシュタイン賞（ダニエルウィルデンシュタインしょう、Prix Daniel Wildenstein）とはフランスギャロがパリロンシャン競馬場の芝1600メートルで施行する競馬のG2競走（国際競走）である。3歳以上の条件で凱旋門賞ウィークエンドにおいて凱旋門賞の前日に行なわれる。
ダニエルヴィルデンシュタイン賞とも表記される。

## 概要
1882年にロンポワン賞 (Prix du Rond Point) として創設。ロン・ポワンとはシャンゼリゼ通りの中心部にある広場のことである。2001年10月23日に死去した20世紀後半におけるフランス競馬界の名士であったダニエル・ウィルデンシュタインに敬意を表して2002年より現競走名に改称された。1969年に現在と同じ1600メートルとされるまで、たびたび施行距離が変更されていた。
勝ち馬の中には本邦輸入種牡馬であるカナデル、ダーリングディスプレイ、ノノアルコおよびアラジがいる。また、吉田照哉の所有馬シャンクシーが引退後に日本で繁殖牝馬となっている。
負担重量は3歳56kg、4歳以上57.5kg、牝馬1.5kg減を基本とし、
- 施行年のG2競走優勝馬は1kg増
- 施行年のG2競走2勝馬またはG1競走優勝馬は2kg増

以上の条件で斤量が課せられる。

## 歴史
- 1882年 芝2200メートルの重賞、ロンポワン賞として創設。
- 1886年 JaguarとSouciが2頭同着優勝。
- 1890年 Cameleonが史上初の連覇。
- 1891年 施行距離を2000メートルに短縮。
- 1903年 施行距離を2100メートルに延長。
- 1909年 施行距離を2000メートルに短縮。
- 1914年 - 1919年 第一次世界大戦の影響により中止。
- 1921年 施行距離を1600メートルに短縮。
- 1922年 施行距離を1700メートルに延長。
- 1939年 - 1940年 第二次世界大戦の影響により中止。
- 1943年 メゾンラフィット競馬場で代替開催。
- 1944年 ル・トランブレー (Tremblay Park) 競馬場で代替開催。
- 1953年 施行距離を1600メートルに短縮。
- 1957年 Le Meridionalが1955年に続く本競走2勝。
- 1958年 施行距離を1700メートルに延長。
- 1959年 施行距離を1400メートルに短縮。
- 1969年 施行距離を1600メートルに延長（以降、現在までこの距離のまま）。
- 1971年 グループ制導入に伴いG3に格付け。
- 1980年 施行時期を9月上旬から9月下旬に変更（ムーラン・ド・ロンシャン賞と入れ替え）。
- 1987年 施行時期を凱旋門賞と同じ10月第1週日曜日に変更。
- 1992年 G2に昇格。
- 2002年
  - 施行時期を凱旋門賞の前日に変更。
  - 改称されてダニエルウィルデンシュタイン賞となる。
- 2005年 スペシャルカルドゥーン (Special Kaldoun) が2003年に続く本競走2勝。
- 2006年 日本調教馬および日本生産馬として初出走となるピカレスクコートと武豊のコンビが出走して2着となる。
- 2008年 スピーリトデルヴェント (Spirito del Vento) が2頭目の連覇。
- 2012年 賞金総額が13万ユーロから20万ユーロに増額。
- 2016年 - 2017年 シャンティイ競馬場で代替開催。

### 歴代優勝馬
※1978年以降の優勝馬を記載する。
| 回数    | 施行日        | 調教国・優勝馬    | 日本語読み               | 性齢 | タイム  | 優勝騎手              | 管理調教師            |
| ------- | ------------- | ----------------- | ------------------------ | ---- | ------- | --------------------- | --------------------- |
| 第89回  | 1978年9月3日  | Homing            | ホーミング               | 牡3  | 1:35.6  |                       |                       |
| 第90回  | 1979年9月9日  | Wolverton         | ウォルバートン           | 牡3  |         | F.ヘッド              | A.ヘッド              |
| 第91回  | 1980年9月28日 | Hilal             | ハイラル                 | 牡4  |         | A.ジベール            | M.サリバ              |
| 第92回  | 1981年9月27日 | Daeltown          | デールトン               | 牝4  |         | A.ルクー (en)         | D.スマガ              |
| 第93回  | 1982年9月26日 | Ya Zaman          | ヤザマン                 | 牡5  |         | A.ジベール            | M.サリバ              |
| 第94回  | 1983年9月25日 | Pampabird         | パンパバード             | 牡4  | 1:41.6  | M.フィリッペロン (en) | J.カニントン Jr.      |
| 第95回  | 1984年9月30日 | Duke of Silver    | デュークオブシルヴァー   | 騸3  | 1:54.2  | A.ジベール            | A.ファーブル          |
| 第96回  | 1985年9月29日 | Pink              | ピンク                   | 牡4  | 1:39.9  | F.ヘッド              | C.ヘッド              |
| 第97回  | 1986年9月28日 | Magical Wonder    | マジカルワンダー         | 牡3  | 1:43.8  | J.ヴェラスケス        | G.E.Mikhalides        |
| 第98回  | 1987年10月4日 | Waajib            | ワージブ                 | 牡4  | 1:36.2  | M.ロバーツ            | A.ステュワート        |
| 第99回  | 1988年10月2日 | In Extremis       | インイクストリーミス     | 牡3  | 1:38.4  | G.ギニャール          | C.ヘッド              |
| 第100回 | 1989年10月8日 | Golden Opinion    | ゴールデンオピニオン     | 牝3  | 1:38.4  | C.アスムッセン        | A.ファーブル          |
| 第101回 | 1990年10月7日 | Zoman             | ゾーマン                 | 牡3  | 1:38.3  | R.クイン (en)         | P.コール (en)         |
| 第102回 | 1991年10月6日 | Bistro Garden     | ビストロガーデン         | 牡3  | 1:39.0  | E.ルグリ (en)         | P.バリー (en)         |
| 第103回 | 1992年10月4日 | Arazi             | アラジ                   | 牡3  | 1:44.0  | S.コーゼン            | F.ブータン (en)       |
| 第104回 | 1993年10月3日 | Voleris           | ヴォレリー               | 牡4  | 1:42.1  | C.アスムッセン        | J.ハモンド (en)       |
| 第105回 | 1994年10月2日 | Missed Flight     | ミストフライト           | 牡4  | 1:39.0  | G.ダフィールド (en)   | C.ウォール            |
| 第106回 | 1995年10月1日 | Shaanxi           | シャンクシー             | 牝3  | 1:39.5  | D.ブフ                | E.ルルーシュ          |
| 第107回 | 1996年10月6日 | Alhaarth          | アルハース               | 牡3  | 1:38.6  | R.ヒルズ (en)         | W.ハーン (en)         |
| 第108回 | 1997年10月5日 | Decorated Hero    | デコレイティッドヒーロー | 騸4  | 1:35.9  | L.デットーリ          | J.ゴスデン (en)       |
| 第109回 | 1998年10月4日 | Fly to the Stars  | フライトゥザスターズ     | 牡4  | 1:41.2  | L.デットーリ          | S.ビン・スルール      |
| 第110回 | 1999年10月3日 | Trans Island      | トランスアイランド       | 牡4  | 1:44.9  | K.ファロン            | I.ボールディング (en) |
| 第111回 | 2000年10月1日 | Kabool            | カブール                 | 牡5  | 1:36.4  | L.デットーリ          | S.ビン・スルール      |
| 第112回 | 2001年10月6日 | China Visit       | チャイナヴィジット       | 牡5  | 1:44.8  | L.デットーリ          | S.ビン・スルール      |
| 第113回 | 2002年10月5日 | Domedriver        | ドームドライヴァー       | 牡4  | 1:39.9  | T.テュリエ            | P.バリー              |
| 第114回 | 2003年10月4日 | Special Kaldoun   | スペシャルカルドゥーン   | 牡4  | 1:42.4  | D.ブフ                | D.スマガ              |
| 第115回 | 2004年10月2日 | Cacique           | カシーク                 | 牡3  | 1:37.5  | C.スミヨン            | A.ファーブル          |
| 第116回 | 2005年10月1日 | Special Kaldoun   | スペシャルカルドゥーン   | 牡6  | 1:40.8  | D.ブフ                | D.スマガ              |
| 第117回 | 2006年9月30日 | Echo Of Light     | エコーオブライト         | 牡4  | 1:37.0  | L.デットーリ          | S.ビン・スルール      |
| 第118回 | 2007年10月6日 | Spirito del Vento | スピーリトデルヴェント   | 牡4  | 1:40.9  | O.ペリエ              | J-M.ベギニェ          |
| 第119回 | 2008年10月4日 | Spirito Del Vento | スピーリトデルヴェント   | 騸5  | 1:39.1  | O.ペリエ              | J-M.ベギニェ          |
| 第120回 | 2009年10月3日 | Tamazirte         | タマジルト               | 牝3  | 1:38.6  | C.ルメール            | J-C.ルジェ            |
| 第121回 | 2010年10月2日 | Royal Bench       | ロイヤルベンチ           | 牡3  | 1:44.3  | O.ペリエ              | Rb.コレ (en)          |
| 第122回 | 2011年10月1日 | Rajsaman          | ラジサマン               | 牝4  | 1:38.23 | T.ジャルネ            | F.ヘッド              |
| 第123回 | 2012年10月6日 | Zinabaa           | ジナバー                 | 騸7  | 1:44.49 | G.モッセ              | M.メイス              |
| 第124回 | 2013年10月5日 | Pollyana          | ポリアナ                 | 牝4  | 1:40.24 | F.プラ                | D.プロドンム          |
| 第125回 | 2014年10月4日 | Solow             | ソロウ                   | 騸4  | 1:36.59 | O.ペリエ              | F.ヘッド              |
| 第126回 | 2015年10月3日 | Impassable        | インパサブル             | 牝3  | 1:37.65 | O.ペリエ              | C.Laffon-Parias       |
| 第127回 | 2016年10月1日 | Taareef           | ターリーフ               | 牡3  | 1:43.19 | I.Mendizabal          | J-C.ルジェ            |
| 第128回 | 2017年9月30日 | Taareef           | ターリーフ               | 牡4  | 1:40.19 | C.Soumillon           | J-C.ルジェ            |
| 第129回 | 2018年10月6日 | Ostilio           | オスティリオ             | 牡3  | 1:38.94 | A.Atzeni              | S.Crisford            |
| 第130回 | 2019年10月5日 | The Revenant      | ザレヴェナント           | 騸4  | 1:43.90 | P-C.Boudot            | F-H.Graffard          |
| 第131回 | 2020年10月3日 | The Revenant      | ザレヴェナント           | 騸5  | 1:45.34 | P-C.Boudot            | F-H.Graffard          |
| 第132回 | 2021年10月2日 | Real World        | リアルワールド           | 牡4  | 1:41.72 | L.デットーリ          | S.ビン・スルール      |
| 第133回 | 2022年10月1日 | Erevann           | エレヴァン               | 牡3  | 1:43.71 | C.スミヨン            | J-C.ルジェ            |
| 第134回 | 2023年9月30日 | Poker Face        | ポーカーフェイス         | 騸4  | 1:37.45 | M.Guyon               | S & E.Crisford        |
| 第135回 | 2024年10月5日 | Ramadan           | ラマダン                 | 牡3  | 1:39.52 | A.Lemaitre            | C.Head                |

1977年以前のおもな優勝馬は以下のとおり。
- 1886年 - Jaguar / Souci
- 1889年 - Cameleon
- 1890年 - Cameleon
- 1894年 - Champosoult
- 1896年 - Estragon
- 1897年 - Capo d'Istria
- 1898年 - Gorenflot
- 1948年 - クラリオン (Clarion)
- 1953年 - ファイントップ (Fine Top)
- 1955年 - Le Meridional
- 1957年 - Le Meridional

- 1965年 - アンベリ (Embellie)
- 1966年 - カナデル (Canadel)
- 1969年 - ロッククレス (Rockress)
- 1970年 - Prince Jet
- 1971年 - ファラウェイサン (Faraway Son)
- 1972年 - ダーリングディスプレイ (Daring Display)
- 1973年 - Princess Arjumand
- 1974年 - ノノアルコ (Nonoalco)
- 1975年 - Delmora
- 1976年 - Monsanto
- 1977年 - ファルリ (Pharly)

### 日本人騎手の成績
日本調教馬以外での騎乗成績
| 回数    | 施行日        | 騎乗馬名                         | 性齢 | 騎手名   | 管理調教師 | 頭数 | 着順 |
| ------- | ------------- | -------------------------------- | ---- | -------- | ---------- | ---- | ---- |
| 第113回 | 2002年10月5日 | Proudwings（プラウドウイングス） | 牝6  | 武豊     | J.ハモンド | 11頭 | 6着  |
| 第121回 | 2010年10月2日 | Corconte                         | 牡5  | 武豊     | 小林智     | 7頭  | 7着  |
| 第122回 | 2011年10月1日 | Kings Canyon                     | 牡4  | 田中博康 | 小林智     | 11頭 | 11着 |

### 記録
- レースレコード - 1:35.60（1978年優勝馬ホーミング）
- 最多優勝騎手 - 5勝
  - イヴ・サンマルタン（1965年、1969年 - 1971年、1976年）
  - ランフランコ・デットーリ（1997年、1998年、2000年、2001年、2006年）
- 最多勝調教師 - 4勝
  - Richard Count（1894年、1896年 - 1898年）
  - サイード・ビン・スルール（1998年、2000年、2001年、2006年）